# Heliodoxa jacula
Heliodoxa jacula là một loài chim trong họ Trochilidae. Đây là loài định cư sinh sản ở các vùng núi cao từ Costa Rica đến tây Ecuador.
Loài chim ruồi này sinh sống ở các khu rừng núi ẩm ướt bao gồm các cạnh, khoảng trống và sinh trưởng cao thứ hai. Nó thường hiện diện ở khu vực có độ cao 700–2000 m,chủ yếu trên sườn phía đông Caribe hoặc (ở Nam Mỹ).
Tổ là một cái cốc cồng kềnh gồm các sợi thực vật và vảy của cây dương xỉ được xây trên một cành mỏng dốc xuống. Chim mẹ một mình ấp hai quả trứng màu trằng có kích thước 16,5x11 mm.